# Трансилвания
Трансилвания или Седмиградско, Седмоградско (на румънски: Transilvania или Ardeal, на унгарски: Erdély; на немски: Siebenbürgen; на гръцки: Τρανσυλβανία) е историко-географска област, обхващаща северозападната част на днешна Румъния. Наименованието на областта съществува от римско време и идва от лат. trans silva или ultra silvas (зад горите). Областта е населена с румънци, немци, унгарци и други етнически групи, а в миналото и с българи. Дълго време е принадлежала към Австро-унгарската империя.

## Произход на наименованието
Името Трансилвания навлиза в латинската (древноримската) география през I-III век, като наименование на една от областите – Transilvania, влизаща в състава на римската провинция Дакия. При Великото преселение на народите тук се настаняват славянски племена. Първата заселила се група прабългари участва в състава на аварското ханство. Втората идва по-късно с Аспарух.

## История
През 8-началото на 9 век (Франкско-аварската война) след разгрома на Аварския каганат, към 805 г. Крум присъединява земите южно от Среден Дунав и Трансилвания (Седмиградско) към България. Градът Пещ, изграден от панонските българи, става погранична крепост с Франкската империя. Римската провинция Transilvania е разделена на две области. Западната част на тази земя се нарича Банат; с присъединяването на аварските българи към Банат се включва и западната равнинна земя до р. Тиса, която днес съставя областта Войводина в Сърбия (името е калка на прабългарското Банат). Българите използват вместо латинското наименование Трансилвания и наименуват северната част Седмиградско.
В края на 10 век Седмиградско след кръвопролитни войни е завзето от унгарците. През 1003 г. Трансилвания става част на Унгарското кралство. Ръководител на областта е „трансилванския войвода“, назначаван от унгарския крал.
В 1241 г. татаро – монголите на хан Бату унищожават Унгария, но след няколко години Бела IV възстановява кралството. В средата на 13 век унгарците успяват да завземат и северната част на Банат, наименуван тогава „Унгарски Банат“. Унгарците наричат областта Erdély (оригинално унгарско произношение: „ердел“, днешно унгарско произношение: „ердей“). Името с междуезикови варианти Ардял: Ердей е точна калка (превод) на латинското Трансилвания в значение 'зад планината' или 'зад гората'. На унгарски думата Erdély значи „земи зад гората“ от унгарската дума erdő (гора).
След битката при Мохач през 1526 г. Трансилвания става зависимо княжество под върховната власт на Османската империя, като държавният ръководител носи титлата „трансилвански княз“. През 1600 г. трите княжества – Влашко, Молдова и Трансилвания са обединени от Михай Храбри, но това обединение трае едва една година.
След изгонването на турците през 1690 г. васалното отношение на Трансилвания спрямо Османската империя е прекратено, като областта минава под управлението на австрийската империя. Хабсбургите прибавят към своите титли и тази на „трансилвански княз“. През 1867 г. вече е част от дуалистичната монархия Австро-Унгария. Това продължава до 1920 г., когато Трансилвания, заедно с други земи, е присъединена по силата на Трианонския мирен договор към Румъния.
Австро-унгарската история на областта Трансилвания, която включва и източната част на Банат, продължава до 1920 г. През този период в областта прииждат множество българи, наричани според българското делене на района банатски българи и седмиградски българи. Географията на Седмиградско (име, което включва само част от съдържанието на Трансилвания) се ограничава от Карпатската дъга на юг и на запад и от планината Пояна Руска на север и изток. Общата площ на областта, обхваната в това изследване, е 61 500 км2, докато същинска Трансилвания заедно с Банат обхваща 102 000 км2. Това е територията, която Кралство Румъния получава като победителка в Първата световна война. През 1940. година северната част на Трансилвания се присъединява към Унгария, но след края на войната отново е отстъпена на Румъния (1947 г.).
Румънската историография, която извежда корените на румънската държавност от времето на трака (дака) (Децебал), не признава друга етническа история на Трансилвания, освен румънската. За нея тази страна е част от изконната румънска земя, която 800 години е била окупирана от унгарците (за много кратко време – през 1599 г. Трансилвания е присъединена от Михаил Витязул към Влашко и Молдова).
Съобщения за трансилванските българи се появяват в немската и унгарската книжнина още през XVIII в. Макар и частично, преди Освобождението внимание им обръща Марин Дринов, а първото пътешествие при чергедските и брашовските българи прави Любомир Милетич. Впоследствие при алвинцките българи се озовава изследователят Карол Телбизов, а при брашовските – историкът Георги Нешев. Българските колонии в Трансилвания са проучени и от Тодор Балкански.

## Административно деление
Днес Трансилвания няма специален политико-административен статут в състава на Румъния. Територията на областта е разделена на няколко окръга:
 Сату-Маре
 Марамуреш

 Бихор

 Арад

 Тимиш

 Караш-Северин

 Хунедоара

 Алба

 Сибиу

 Брашов

 Муреш

 Харгита

 Ковасна

 Сълаж

 Клуж

## Население
По данните от последното преброяване населението на Трансилвания е:
- румънци – 5 684 142 – 73,6 %;
- унгарци – 1 603 926 – 20,8 %;
- цигани – 202 665 – 2,6 %;
- други (украинци, сърби, българи, хървати, чехи, евреи, и др.) – 123 563 – 1,6 %.

Както се вижда, преобладаващото население на Трансилвания са румънците, но в окръзите Харгита (85%), Ковасна (74%) и Муреш има значителен брой секеи – унгарската етническа група. Унгарското присъствие в Трансилвания и Панония води до асимилирането и на славянското население. По време на падането на България под османска власт и Австро-турските войни тук се преселват значителни маси българи бежанци от Османската империя, а в 18 и 19 век в идват и българите градинари. За потомци на българите в тези земи се приемат най-вече Шкеите, Банатските българи и Карашовените.
През периода 1952 – 1968 г. унгарците в Източна Трансилвания имат автономия – Унгарска автономна област, в която са 77% от населението. Главен град на автономната област е Търгу Муреш, с предимно унгарско население, а днес с предимно румънско население.

## Градове
Най-големият град на Трансилвания е Клуж-Напока (318 027). Останалите по-големи градове са: Тимишоара (317 651), Брашов (283 901), Орадя (206 527), Арад (172 824), Сибиу (155 045), Търгу Муреш (149 577), Бая Маре (137 976) и Сату Маре (115 630).